# Michael Copon
Michael Sowell Copon (ur. 13 listopada 1982 w Chesapeake) – amerykański aktor, model i piosenkarz, pół Filipińczyk.

## Życiorys

### Wczesne lata
Urodził się w Chesapeake w stanie Wirginia jako syn amerykańskiego Filipińczyka Berlina Trinidada Copona i amerykańskiej Niemki pochodzenia angielskiego i szkockiego Monici Rae (z domu Sowell) Zelasko. W 2000 roku ukończył szkołę średnią Deep Creek High School w stanie Wirginia.

### Kariera
Pracował jako model (185 cm wzrostu) w Los Angeles dla dwóch agencji – LA Models i Star Born Talent. Wkrótce znalazł się przed kamerami telewizyjnymi. Jego twarz stała się znana z reklam PacSun i K-Swiss oraz magazynów Seventeen i Teen People.
Sławę zawdzięcza kreacji Lucasa Kendalla/Niebieskiego Time Force Rangera w serialu telewizyjnym dla dzieci i młodzieży Power Rangers Time Force (2001). Powtórzył tę rolę w serialu Power Rangers Wild Force (2002). Użyczył też głosu w grze Power Rangers Time Force – The Game (2001).
W 2004 roku wystąpił w teledysku Raven-Symoné do piosenki pt. „Backflip” jako przyjaciel piosenkarki.
Pojawił się gościnnie w serialach: Świat nonsensów u Stevensów (Even Stevens, 2003), Pogoda na miłość (One Tree Hill, 2004–2005), Świat Raven (That's So Raven, 2005) i NBC Hoży doktorzy (Scrubs, 2005) u boku Zacha Braffa.
W 2005 roku wziął udział w programie o formule reality show Amerykański Idol i VH1 But Can They Sing?. Nagrał album z grupą T.K.O. we współpracy z wokalistką Brandy i Ray J.
Założył Michael Copon Studios.

## Wybrana filmografia

### Filmy fabularne
- 2005: Dishdogz jako Palmer
- 2006: All You've Got jako Artie Sanchez
- 2007: Dziewczyny z drużyny 4 (Bring It On – On It Win to Win It ) jako Penn
- 2008: Król Skorpion 2: Narodziny wojownika (The Scorpion King 2: Rise of a Warrior) jako Mathayus
- 2009: Night of the Demons jako Dex

### Seriale TV
- 2001: Power Rangers Time Force jako Lucas Kendall/Niebieski Time Force Ranger
- 2002: Power Rangers Wild Force jako Lucas Kendall/Niebieski Time Force Ranger
- 2003: Świat nonsensów u Stevensów (Even Stevens) jako chłopak na plaży
- 2004–2005: Pogoda na miłość (One Tree Hill) jako Felix
- 2005: Świat Raven (That's So Raven) jako Ricky
- 2005: Posterunek w Reno (Reno 911) jako Kane
- 2005: Hoży doktorzy (Scrubs) jako Pedro
- 2005–2006: Świat Raven jako Ricky
- 2006–2009: Ponad falą jako Vin Keahi
- 2009: Greek jako Shane
- 2009: CSI: Kryminalne zagadki Miami jako Walter Leeson
- 2010: Hawaii Five-0 jako Junior Satele
- 2011: Kourtney i Kim jadą do Nowego Jorku w roli samego siebie